# Subsecretario (España)
En España, la figura del subsecretario se introdujo de forma generalizada en la Administración por Real Decreto de 16 de junio de 1834, como asistente de las llamadas Secretarías de Despacho (actualmente Ministerios).
Los subsecretarios son nombrados y separados por real decreto del Consejo de Ministros, a propuesta del titular del Ministerio.
Los nombramientos habrán de efectuarse atendiendo a criterios de competencia profesional y experiencia entre aquellos funcionarios de carrera a los que, para su ingreso, se les exija el título de doctor, licenciado, ingeniero, arquitecto o equivalente. Asimismo, desde la entrada en vigor del Real Decreto-ley 6/2023, de 19 de diciembre, también pueden ser nombrados como tal aquellos que, teniendo los requisitos mencionados, se encuentren en la condición de jubilado.

## Competencias
Según la Ley 40/2015, de Régimen Jurídico del Sector Público, los subsecretarios ostentan la representación ordinaria del Ministerio, dirigen los servicios comunes, ejercen las competencias correspondientes a dichos servicios comunes y, en todo caso, las siguientes:
- Apoyar a los órganos superiores en la planificación de la actividad del Ministerio, a través del correspondiente asesoramiento técnico.
- Asistir al Ministro en el control de eficacia del Ministerio y sus Organismos públicos.
- Establecer los programas de inspección de los servicios del Ministerio, así como determinar las actuaciones precisas para la mejora de los sistemas de planificación, dirección y organización y para la racionalización y simplificación de los procedimientos y métodos de trabajo, en el marco definido por el Ministerio competente en materia de Función Pública (en 2024, el Ministerio para la Transformación Digital y de la Función Pública).
- Proponer las medidas de organización del Ministerio y dirigir el funcionamiento de los servicios comunes a través de las correspondientes instrucciones u órdenes de servicio.
- Asistir a los órganos superiores en materia de relaciones de puestos de trabajo, planes de empleo y política de directivos del Ministerio y sus Organismos públicos, así como en la elaboración, ejecución y seguimiento de los presupuestos y la planificación de los sistemas de información y comunicación.
- Desempeñar la jefatura superior de todo el personal del Departamento.
- Responsabilizarse del asesoramiento jurídico al Ministro en el desarrollo de las funciones que a este le corresponden y, en particular, en el ejercicio de su potestad normativa y en la producción de los actos administrativos de la competencia de aquel, así como a los demás órganos del Ministerio.

En los mismos términos del párrafo anterior, informar las propuestas o proyectos de normas y actos de otros Ministerios, cuando reglamentariamente proceda.
A tales efectos, el Subsecretario será responsable de coordinar las actuaciones correspondientes dentro del Ministerio y en relación con los demás Ministerios que hayan de intervenir en el procedimiento.
- Ejercer las facultades de dirección, impulso y supervisión de la Secretaría General Técnica y los restantes órganos directivos que dependan directamente de él.
- Administrar los créditos para gastos de los presupuestos del Ministerio por su materia propios de la Subsecretaría, aprobar las modificaciones presupuestarias de los mismos, aprobar y comprometer los gastos con cargo a aquellos créditos y reconocer las obligaciones económicas y proponer su pago en el marco del plan de disposición de fondos del Tesoro Público. Todo ello dentro de la cuantía que, en su caso, establezca el ministro al efecto y siempre que los referidos actos no sean competencia del Consejo de Ministros.
- Conceder subvenciones y ayudas con cargo a los créditos de gasto propios del Ministerio con los límites establecidos por el titular del Departamento.
- Solicitar del Ministerio de Hacienda la afectación o el arrendamiento de los inmuebles necesarios para el cumplimiento de los fines de los servicios a cargo del Departamento.
- Nombrar y cesar a los subdirectores y asimilados dependientes de la Subsecretaría, al resto de personal de libre designación y al personal eventual del Departamento.
- Convocar y resolver pruebas selectivas de personal funcionario y laboral.
- Convocar y resolver los concursos de personal funcionario.
- Ejercer la potestad disciplinaria del personal del Departamento por faltas graves o muy graves, salvo la separación del servicio.
- Adoptar e impulsar, bajo la dirección del Ministro, las medidas tendentes a la gestión centralizada de recursos humanos y medios materiales en el ámbito de su Departamento Ministerial.
- Autorizar las comisiones de servicio con derecho a indemnización por cuantía exacta para altos cargos dependientes del Subsecretario.
- Cualesquiera otras que sean inherentes a los servicios comunes del Ministerio y a la representación ordinaria del mismo y las que les atribuyan la legislación en vigor.